# CVBD
CVBD ist ein international genutzter Begriff im veterinärmedizinischen Bereich. CVBD steht für Canine Vector-borne Diseases, das heißt durch Ektoparasiten (sogenannte Vektoren) übertragene Krankheiten beim Hund. Zu den Ektoparasiten zählen unter anderem Flöhe, Zecken und Mücken. Wie bei den vektorübertragbaren Erkrankungen bei Katzen (FVBD) haben insbesondere die Rickettsiosen eine Bedeutung für den Menschen im Sinne einer Zoonose.

## Bedeutende CVBD

### Leishmaniose
Die canine Leishmaniose ist eine schwerwiegende, chronische, zoonotische, Erkrankung mit einer endemischen Ausbreitung im Mittelmeerraum, Asien sowie Lateinamerika. Haupterreger der Erkrankung des Hundes ist Leishmania (donovani) infantum, synonym L. chagasi in der Neuen Welt. Es handelt sich hierbei um einen zu den Protozoen zählenden Blutparasiten, welcher zu seiner Entwicklung zwei Wirte, einen Insektenwirt (Engels- oder Sandmücken [engl.: sand flies]) und einen Wirbeltierwirt benötigt. Hunde stellen hierbei das Haupterregerreservoir für L. infantum dar, aber auch andere Mitglieder der Familie Canidae können als Wirbeltierwirt fungieren. Das klinische Erscheinungsbild ist sehr variabel. Es können u. a. Haut- und Augenveränderungen, Gewichtsverlust, Lymphknotenschwellungen, Lahmheit, Nasenbluten, Durchfall etc. auftreten.

### Borreliose
Die Borreliose (engl. Lyme disease, Lyme borreliosis) ist eine bakterielle Erkrankung, mit Vorkommen in den USA, diversen Ländern West- und Osteuropas, sowie Asiens und vermutlich Australiens. Hervorgerufen wird die Erkrankung durch verschiedene zum Borrelia burgdorferi Komplex gehörende Bakterienarten. Überträger der Bakterien sind Zecken der Gattung Ixodes spp. Im Falle klinischer Erscheinungen sind diese bei der Borreliose des Hundes häufig durch Fieber, intermittierende Lahmheit, Lustlosigkeit, Lymphknotenschwellungen und Abgeschlagenheit gekennzeichnet.

### Babesiose
Die Babesiose ist eine sehr schwerwiegende, mit hämolytischer Blutarmut (Anämie) einhergehende Erkrankung mit weltweiter Verbreitung. Krankheitsverursacher sind in den roten Blutkörperchen parasitierende Protozoen der Gattung Babesia. Zecken der Familie Ixodidae übertragen die Parasiten. Je nach Erreger sind die klinischen Symptome beim erkrankten Hund unterschiedlich stark ausgeprägt, jedoch grundsätzlich vergesellschaftet mit der hämolytischer Anämie (hohes Fieber, Lustlosigkeit, Schwäche, blutiger Harnabsatz (Hämaturie), Kreislaufkollaps, u. U. multiples Organversagen).

### Canine Ehrlichiose
Die canine Ehrlichiose ist eine bedeutende, durch Zecken übertragene Erkrankung des Hundes mit weltweiter Verbreitung (v. a. Tropen, Subtropen, Mittelmeerraum). Verursacher der Erkrankung sind gramnegative, in den Zellen befindliche Bakterien der Gattung Ehrlichia. Ehrlichia canis ist dabei die für den Hund bedeutendste Art und wird durch die braune Hundezecke, Rhipicephalus sanguineus, übertragen. Die akute klinische Phase ist gekennzeichnet u. a. durch intermittierendes Fieber, Lymphknotenschwellung, Milz-/Lebervergrößerung, (Oberflächen-)Blutungen, Gewichtsverlust, Augenveränderungen sowie möglicherweise neurologischen Symptomen.

### Dirofilariose
Die Dirofilariose oder auch Herzwurmerkrankung ist eine schwerwiegende, durch den Nematoden Dirofilaria immitis hervorgerufene Erkrankung. Sie ist weit verbreitet in Südeuropa, Kanada, den USA, Südamerika, Australien sowie Südostasien und östliches Asien, einschließlich Japan und Korea. Der Erreger benötigt zu seiner Entwicklung zwei Wirte, einen Insektenwirt (diverse Mückenarten) und einen Wirbeltierwirt. Nach Übertragung des Erregers durch einen Mückenstich kommt es im Wirbeltierwirt zur Wanderung und letztendlichen Ansiedlung der ausgewachsenen Würmer in der rechten Herzkammer und den Lungenarterien. Nach Monaten bis Jahren entwickeln sich bedingt durch die Lokalisation der Würmer klinische Symptome in Form von Leistungsschwäche, Husten, Gewichtsverlust, Herzvergrößerung bis hin zu u. U. akuter Hämolyse, Schock und plötzlichem Versterben.

### Hepatozoonose
Die Hepatozoonose wird nicht durch einen Zeckenstich, sondern durch die orale Aufnahme der Zecke übertragen. Der Erreger ist in Südeuropa der Einzeller Hepatozoon canis, deren Endwirt die Braune Hundezecke ist. Die Erkrankung verläuft häufig symptomlos, bei Jungtieren können Fieberschübe, Gewichtsabnahme, Lymphknotenschwellungen, Anämie, Durchfälle, Inappetenz und infolge von Muskelentzündungen Überempfindlichkeit vor allem in der Lendenregion, steifer Gang, Paresen und Muskelschwund auftreten.

### Rickettsiose
Bei den durch Rickettsien hervorgerufenen Infektionen des Hundes stehen insbesondere das Rocky-Mountain-Fleckfieber (engl.: Rocky Mountain spotted fever [RMSF]) und das Mittelmeerfleckfieber oder Boutonneuse-Fieber (engl.: Mediterranean spotted fever [MSF]) im Vordergrund. In beiden Fällen sind zu den Rickettsien zählende Bakterienarten die Ursache der Infektion bzw. Erkrankung (Rickettsia rickettsii, R. conorii). RMSF ist weit verbreitet in den USA, sowie Mittel- und Südamerika und wird durch den Biss unterschiedlicher Zecken als Überträger ausgelöst. MSF oder Boutonneuse-Fieber ist in Südeuropa, dem Mittleren Osten sowie Südafrika beschrieben, und als Hauptvektor wird die braune Hundezecke Rhipicephalus sanguineus vermutet. Die klinischen Erscheinungen der u. U. beim Menschen sehr schwerwiegenden Erkrankung des RMSF variieren beim Hund. Fieber, Appetitlosigkeit (Anorexie), Lustlosigkeit, Unbeweglichkeit, Ödeme, Lymphknotenschwellung, neurologische Veränderungen, punktförmige Blutungen (Petechien) sowie in einzelnen Fällen auch die für den Menschen charakteristische Rötung sind zu nennen. Hinsichtlich des MSF sind Infektionen beim Hund nachgewiesen worden, klinische Symptome sind bislang jedoch nicht beschrieben.

### Anaplasmose
Die Anaplasmose, früher unter dem Begriff der granulozytären Ehrlichiose geläufig, ist in ihrer klinischen Ausprägung nicht so schwerwiegend wie die durch Ehrlichia canis hervorgerufene Ehrlichiose. Auslöser der Erkrankung sind gramnegative Bakterien der Gattung Anaplasma, beim Hund im Besonderen Anaplasma phagocytophilum und Anaplasma platys. Der zuvor genannte Erreger tritt nachweislich in Nord-, West- und Zentraleuropa, sowie den USA auf und wird durch Zecken der Gattung Ixodes spp. übertragen. Letzterer ist in Südeuropa, Nord- und Südamerika, Asien sowie Australien beschrieben und wird durch die braune Hundezecke Rhipicephalus sanguineus übertragen. Das klinische Bild bei A. phagocytophilum ist gekennzeichnet durch Fieber, Appetitlosigkeit, Abgeschlagenheit, Milzvergrößerung, Durchfall und möglicherweise Lahmheit und zentralnervösen Veränderungen. A.-platys-Infektionen äußern sich mit Fieber und veränderten Blutungsneigungen (→ Canine Cyclische Thrombozytopenie).

## Aktuelle Situation
Hinsichtlich der vektorübertragenen Erkrankungen des Hundes (CVBD) zeichnet sich eine Zunahme in bislang nicht endemischen Regionen ab. Die Ursache für diese Zunahme kann unterschiedlicher Art sein. Es bleibt zu klären welchen Einfluss dabei sich ändernde klimatische Bedingungen und ein stark zunehmendes Reiseverhalten von Hunden haben. Die vermehrte Reisetätigkeit erfolgt entweder zu Ausstellungen, als Begleitung in Urlauben oder aber als Import aus endemischen in nicht endemische Regionen durch Tierschutz- und Tiervermittlungsorganisationen. Grundsätzlich handelt es sich jedoch bei dieser zunehmenden Tendenz um ein globales Problem, welches auch von Expertenseite erkannt wird (z. B. WHO, CVBD World Forum).

## Kontrollmöglichkeiten
Eine umfassende Aufklärung des Tierbesitzers durch den betreuenden Tierarzt einen wichtigen Punkt der Prävention dar. Des Weiteren sollte eine Kontrolle insbesondere durch den Einsatz Zecken- und Mückenwirksamer Präparate und, falls vorhanden, durch Impfungen erfolgen, um eine Erregerübertragung zu unterbinden. Im Falle einer vorliegenden Erkrankung können therapeutische Maßnahmen zur Kontrolle der Erregerausbreitung beitragen. Einfuhruntersuchungen und eine zentrale Erfassung erkrankter Tiere in nicht endemischen Regionen, wie sie teilweise von Experten gefordert werden, könnten weitere Kontrollmöglichkeiten bieten.